# Pseudocalliergon
Pseudocalliergon là một chi rêu trong họ Amblystegiaceae.